# كاتارزينا نيفيادوما
كاتارزينا نيفيادوما (بالبولندية: Katarzyna Niewiadoma)‏ مواليد 29 سبتمبر 1994 في بولندا، هي درّاجة بولندية. شاركت في دورة الألعاب الأولمبية الصيفية.

## الميداليات
| الميدالية | المسابقة                                    |
| --------- | ------------------------------------------- |
| برونزية   | بطولة العالم لسباق الدراجات على الطريق 2015 |

### سباقات أو مراحل فاز بها
| التاريخ        | السباق                                                          | المركز                                                                                           |
| -------------- | --------------------------------------------------------------- | ------------------------------------------------------------------------------------------------ |
| 08 سبتمبر 2013 | بويز ليديز تور 2013                                             |                                                                                                  |
| 09 مارس 2014   | أوملوب فان هيت هاجيلاند 2014                                    | التاسع في التصنيف العام                                                                          |
| 25 يونيو 2014  | سباق الدراجات ضد الساعة للسيدات في بطولة بولندا 2014            |                                                                                                  |
| 13 يوليو 2014  | طواف إيطاليا للسيدات 2014                                       | الثالث في تصنيف أفضل شاب                                                                         |
| 17 أغسطس 2014  | طواف النرويج للسيدات 2014                                       | الأول في تصنيف أفضل شاب، الأول في تصنيف الجبال، الثالث في التصنيف العام، الرابع في تصنيف النقاط  |
| 01 يناير 2015  | كأس العالم لسباق الدراجات على الطريق للسيدات 2015               |                                                                                                  |
| 07 مارس 2015   | ستراد بينك للسيدات 2015                                         | السادس في التصنيف العام                                                                          |
| 22 أبريل 2015  | فليش والون للسيدات 2015                                         | الخامس في التصنيف العام                                                                          |
| 29 مايو 2015   | Holland Hills Classic 2015                                      |                                                                                                  |
| 09 يونيو 2015  | 2015 Durango-Durango Emakumeen Saria                            | الثاني في التصنيف العام                                                                          |
| 14 يونيو 2015  | طواف الباسك للسيدات 2015                                        | الفائز في التصنيف العام                                                                          |
| 24 يونيو 2015  | سباق الدراجات ضد الساعة للسيدات في بطولة بولندا 2015            |                                                                                                  |
| 27 يونيو 2015  | سباق الطريق للسيدات في بطولة بولندا لسباق الدراجات 2015         |                                                                                                  |
| 12 يوليو 2015  | طواف إيطاليا للسيدات 2015                                       |                                                                                                  |
| 08 أغسطس 2015  | سباق الطريق لأقل من سنة للسيدات - بطولة أوروبا للدراجات 2015    | الفائز في التصنيف العام                                                                          |
| 01 يناير 2016  | طواف العالم للدراجات للسيدات 2016                               |                                                                                                  |
| 17 أبريل 2016  | Ronde van Gelderland 2016                                       | الفائز في التصنيف العام                                                                          |
| 01 مايو 2016   | جراند بريكس إلسي جاكوبس 2016                                    | الفائز في التصنيف العام                                                                          |
| 19 يونيو 2016  | 2016 Giro del Trentino-Alto Adige-Südtirol                      | الفائز في التصنيف العام                                                                          |
| 22 يونيو 2016  | سباق الدراجات ضد الساعة للسيدات في بطولة بولندا 2016            | الفائز في التصنيف العام                                                                          |
| 25 يونيو 2016  | سباق الطريق للسيدات في بطولة بولندا لسباق الدراجات 2016         | الفائز في التصنيف العام                                                                          |
| 10 يوليو 2016  | طواف إيطاليا للسيدات 2016                                       | الأول في تصنيف أفضل شاب، الرابع في تصنيف الجبال، الخامس في تصنيف النقاط، السابع في التصنيف العام |
| 17 سبتمبر 2016 | سباق الطريق لأقل من 23 سنة للسيدات - بطولة أوروبا للدراجات 2016 | الفائز في التصنيف العام                                                                          |
| 01 يناير 2017  | طواف العالم للدراجات للسيدات 2017                               |                                                                                                  |
| 11 يونيو 2017  | طواف السيدات 2017                                               | الفائز في التصنيف العام، قائد تصنيف طواف العالم                                                  |
| 18 مارس 2018   | تروفيو ألفريدو بيندا كومون دي سيتيجليو 2018                     | الفائز في التصنيف العام، قائد تصنيف طواف العالم                                                  |
| 22 مارس 2018   | ثلاثة أيام من دي بان للسيدات 2018                               | قائد تصنيف طواف العالم                                                                           |
| 19 أغسطس 2018  | طواف النرويج للسيدات 2018                                       | الأول في تصنيف الجبال، الخامس في التصنيف العام، السادس في تصنيف النقاط                           |
| 18 سبتمبر 2018 | 2018 تور دي آرديش للسيدات                                       | الفائز في التصنيف العام                                                                          |
| 21 أبريل 2019  | سباق أمستل الذهبي للسيدات 2019                                  | الفائز في التصنيف العام                                                                          |
| 15 يونيو 2019  | طواف السيدات 2019                                               | الأول في تصنيف الجبال، الثاني في التصنيف العام، الرابع في تصنيف النقاط                           |
| 30 يوليو 2023  | طواف فرنسا للسيدات 2023                                         | الأول في تصنيف الجبال، الثالث في التصنيف العام، السادس في تصنيف النقاط                           |
| 07 أكتوبر 2023 | 2023 UCI Gravel World Championships – Women Elite               | الفائز في التصنيف العام                                                                          |
| 17 أبريل 2024  | فليش والون للسيدات 2024                                         | الفائز في التصنيف العام                                                                          |
| 30 يونيو 2024  | سباق تورينجيا للسيدات 2024                                      | الأول في تصنيف الجبال، السابع في التصنيف العام                                                   |
| 18 أغسطس 2024  | طواف فرنسا للسيدات 2024                                         | الفائز في التصنيف العام                                                                          |

## روابط خارجية
- كاتارزينا نيفيادوما على موقع الاتحاد الدولي للدراجات (الإنجليزية)
- كاتارزينا نيفيادوما على موقع أرشيف الدراجات (الإنجليزية)
- كاتارزينا نيفيادوما على موقع إحصائيات الدراجات الإحترافية (الإنجليزية)
- كاتارزينا نيفيادوما على موقع نسبة الدراجات (الإنجليزية)
- كاتارزينا نيفيادوما على موقع CycleBase (الإنجليزية)
- كاتارزينا نيفيادوما على موقع اللجنة الأولمبية الدولية (الإنجليزية)
- كاتارزينا نيفيادوما على موقع أوليمبيديا (الإنجليزية)
- كاتارزينا نيفيادوما على موقع اللجنة الأولمبية البولندية (مؤرشف) (البولندية)